# شهرك أرس
شهرك أرس هي قرية في مقاطعة بل دشت، إيران. عدد سكان هذه القرية هو 1,951 في سنة 2006.